# Priit Põhjala

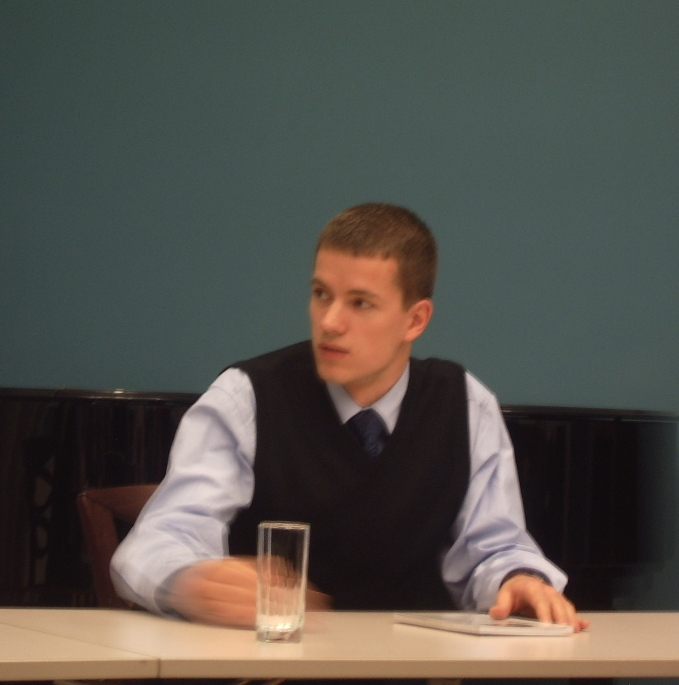
Priit Põhjala 2008

Priit Põhjala (* 22. September 1982 in Tallinn) ist ein estnischer Semiotiker und Kinderbuchautor.

## Leben
Põhjala machte 2001 auf dem Französischen Lyzeum in Tallinn Abitur und studierte anschließend an der Universität Tartu Semiotik und Kulturtheorie. 2008 schloss er das Studium mit dem Magistergrad ab.
Heute arbeitet er als Lektor beim estnischen Verlag „Tänapäev“ in Tallinn.

## Literarisches Werk
Põhjala debütierte 2014 und erzielte mit seinen humorvollen und teilweise absurden Geschichten einen großen Publikumserfolg. Sein 2018 preisgekröntes Buch Onkel Mati, Tierarzt liegt mittlerweile auch in russischer Übersetzung vor.

## Auszeichnungen
- 2009 Jahrespreis der Zeitschrift Akadeemia
- 2014 Jahrespreis der Literaturzeitschrift Looming
- 2018 Literaturpreis des Estnischen Kulturkapitals (Kinder- und Jugendliteratur)

## Bibliografie

### Wissenschaftliche Publikationen
- Oma ja võõras loomulik keel, in: Hortus Semioticus, 1, 2006, S. 29–38.
- Loomulik keel kui primaarne modelleeriv süsteem. Ühe mõiste elulugu, in: Acta Semiotica Estica 2008, S. 83–96.
- Arutlus keelemärgi arbitraarsuse üle, in: Akadeemia, 11/2009, S. 2019–2047.
- Kahest vastandlikust sõnade grupist reklaamileksikas (eesti reklaamide näitel), in: Acta Semiotica Estica 2010, S. 204–220.
- Kriisi ja selle lahenduste presentatsioon reklaamides, in: Hortus Semioticus, 5, 2010, S. 27–34.
- Kolm Saussure’i, in: Keel ja Kirjandus 2/2011, S. 121–126.
- The possibility of collective responsibility. Master's thesis in philosophy. University of Tartu, Institute of Philosophy and Semiotics, Department of Philosophy. Tartu: Tartu Ülikool 2012. 58 S. (Manuskript)
- Keelekaste: Artikleid keelest ja kirjandusest. Tallinn: Kultuurileht 2020. 238 S.

### Kinderbücher
- Militaarsed miniatuurid ('Militärische Miniaturen'). Tallinn: Tammerraamat 2014. 159 S.
- Mu vanaisa on murdvaras! ('Mein Großvater ist ein Einbrecher!'). Tallinn: Tänapäev 2016. 121 S.
- Onu Mati, loomaarst ('Onkel Mati, Tierarzt'). Tallinn: Tänapäev 2018. 108 S.